# Sam Riffice
Sam Riffice (* 1. März 1999 in Sacramento, Kalifornien) ist ein US-amerikanischer Tennisspieler.

## Karriere
Riffice war ein erfolgreicher Jugendspieler in seinem Land. Er gewann den Orange Bowl der Unter-17-Jährigen. Bis 2017 spielte er auf der ITF Junior Tour, wo er mit Rang 18 seine höchste Notierung in der Jugend-Rangliste erreichen. Sein bestes Abschneiden bei einem Grand-Slam-Turnier gelang ihm im Einzel 2017 bei den US Open; im Doppel zog er im selben Jahr ins Halbfinale der French Open ein. 
2018 begann Riffice ein Studium an der University of Florida, wo er auch College Tennis spielte. Er nahm schnell eine Schlüsselrolle im Team der Uni ein und wurde schon nach einem halben Jahr Teamkapitän. 2021 gewann er als solcher sowohl in der Teamwertung als auch als Einzelspieler die NCAA Division I Tennis Championships. Sein Studium endet Mitte 2022.
Bei den Profis spielte Riffice während seiner Junioren- und Studienzeit. Mitte 2016 spielte er erstmals Turniere auf der drittklassigen ITF Future Tour. 2017 konnte er dort bereits zwei Finals im Einzel sowie ein Finale im Doppel erreichen. 2018 kam ein weiteres Finale im Einzel hinzu. Außerdem kam er durch Wildcards zu seiner Premiere auf der ATP Challenger Tour. Zum Jahreswechsel gelang ihm beim Challenger in seiner Heimatstadt Orlando erstmals ein Sieg. Er zog nach einem weiteren ins Achtelfinale ein. 2019 erreichte er abermals zwei Future-Finals jeweils im Einzel und Doppel und gewann jeweils eines der Finals. In diesem Jahr stellte er im Einzel mit Rang 496 und im Doppel mit Platz 606 seinen Bestwert in der Weltrangliste auf. Nach nur einem Turnier 2020 gelang Riffice Mitte 2021, erneut in seiner Heimatstadt, eine Überraschung im Einzel. Kurz nach seinem Sieg bei den NCAAs schaffte er in Orlando den Einzug ins Halbfinale. Auf dem Weg dorthin gewann er mit Paolo Lorenzi erstmals gegen einen Spieler der Top 200. Zum bisher größten Match seiner Karriere kam der US-Amerikaner im August desselben Jahres bei den US Open. Er erhielt von den dortigen Turnierverantwortlichen eine Wildcard für das Hauptfeld, wo er es mit der Nummer 16 der Setzliste, Grigor Dimitrow, zu tun bekam. In drei Sätzen unterlag er dem Bulgaren. Seitdem spielte er keine weiteren Turniere bei den Profis.